# Cecil Frank Powell
Cecil Frank Powell (n. 5 decembrie 1903, Tonbridge, Anglia, Regatul Unit al Marii Britanii și Irlandei – d. 9 august 1969, Lacul Como, Lombardia, Italia) a fost un fizician britanic, laureat al Premiului Nobel pentru Fizică în 1950 pentru dezvoltarea metodei fotografice de studiere a proceselor nucleare și pentru descoperirea pionului (mezon pi), o particulă subatomică de masă mare. Colaboratorii lui Powell în studiul său, publicat în 1947, au fost Giuseppe Occhialini, H. Muirhead și tânărul fizician brazilian César Lattes. Pionul s-a dovedit a fi particula ipotetică propusă în 1935 de japonezul Yukawa Hideki în teoria sa privind fizica nucleară. Powell a primit și Medalia de Aur Lomonosov în 1967, și a fost cosemnatar al Manifestului Russell-Einstein în 1955. 